# Tattoo You
Tattoo You er et album fra The Rolling Stones, der blev udgivet i 1981. Det var efterfølgeren til Emotional Rescue, og det viste sig at være en stor succes ved udgivelsen. 'Tattoo You bliver stadig fejret som en af The Rolling Stones bedste udgivelser.

## Historie
Tattoo You består hovedsagelig at overskydende sange med ny vokal, og overdubs. Sammen med to helt nye sange sammensatte The Rolling Stones dette album for at have et nyt album klar til deres verdenstour i Amerika og Europa 1982, som begyndte allerede i september. 
- "Tops" og "Waiting on a Friend" blev optaget sent i 1972, under indspilningerne til Goats Head Soup. Det var Mick Taylor der spillede guitar, ikke Ron Wood, derfor krævede Taylor senere pengene, og fik del af dem fra albummet.

- "Slave" og "Worried about You" blev optaget i 1975 under Black and Blue i Rotterdam. Billy Preston spillede keyboard og Ollie Brown spillede percussion på begge sange. Wayne Perkins spillede lead guitar på Worried about You.

- "Start Me Up" blev originalt skrevet og indspillet i 1977 som et reggae nummer kaldet "Never Stop". Men kom ikke ud dengang da Keith Richards udtrykte bekymring for, at han måske havde kopieret guitar spillet efter en anden sang han havde hørt.

- "Hang Fire", "Little T&A", Black Limousine og No Use in Crying stammede alle fra indspilningerne til Emotional Rescue fra 1979.

- "Neighbours" og "Heaven" var de eneste nye indspilninger (fra april til juni), selvom bandet begyndte på en version af Neighbours under tilblivelsen af Emotional Rescue.

- "Heaven" har en meget usædvanlig opsætningen, da det eneste ”normale” er Charlie Watts på trommer. Bill Wyman spiller på synthesizer og bass, Mick Jagger på guitar og produceren Chris Kimsey spiller på klaver. Nogle hævder at det også er Bill Wyman der spiller på guitar på nummeret.

Nogle af de gamle numre var blevet overdubbet og mixet under 1979 Emotional Rescue eller i 1981 hvor Tattoo You blev færdiggjort. 
The Rolling Stones var i stand til at dele Tattoo You i to dele. En rock ’n’ roll del, og den del der fokuserede på ballader. 
"Start Me Up" blev udgivet i august 1981, kun en uge før Tattoo You, og fik en meget stærk modtagelse. Den kom ind på top ti både i USA og i England. Singlen bliver betragtet som en af bandet mest smittende sange, og den var stræk nok til at holde Tattoo You på førstepladsen i USA i hele ni uger, mens den blev nummer to i England med et solidt salg. Anmeldelserne var positive. Mange følte at dette var en stor forbedring, i forhold til Emotional Rescue, og den satte en høj standart. 
Albummets titel blev originalt bestemt til at være Tattoo. Jagger hævder at han ikke har nogen anelse om hvor You er kommet med. Titlen førte til gnidninger mellem Jagger og Richards, der mistænkte Jagger for at have ændret titlen uden at spørge om tilladelse. 
Der er mange videoer til dette album, de fleste instruerede at Michael Londsay- Hogg. "Start Me Up" , "Hang Fire"  og "Worried about You"  foregår alle på den traditionelle scene. 
"Neighbours"  spiller bandet i en lejlighed i et hus, hvor der foregår andre ting i de andre lejligheder. En middelklasse familie slapper af, og elsker med hinanden, en tai-chi instruktør øver sig, og nok den mest bemærkelsværdig, en mand putter nogle blodige kropsdele i en kuffert. Videoen blev kraftig censureret, så den kunne komme i tv. 
"Waiting on a Friend"  viser Keith der kommer gående hen mod en ventede Mick, der sidder på trappen foran et hus. Sammen går de ned af vejen, og ind på en bar hvor de andre fra bandet venter på dem. 

## Spor
- Alle sangene er skrevet af Mick Jagger and Keith Richards undtaget hvor andet er påført.

1. "Start Me Up" – 3:32
2. "Hang Fire" – 2:21
3. "Slave" – 6:33 
  -  Med Pete Townshend som kor, og Sonny Rollins på saxofon.
4. "Little T&A" – 3:23
5. "Black Limousine" (Mick Jagger/Keith Richards/Ron Wood) – 3:31 
  - Med Mick Jagger på mundharmonika.
6. "Neighbours" – 3:31 
  -  Med Sonny Rollins på saxofon.
7. "Worried About You" – 5:17 
  -  Med Wayne Perkins på lead guitar.
8. "Tops" – 3:45 
  -  Med Mick Taylor på guitar.
9. "Heaven" – 4:22 
  -  Med Mick Jagger på guitar, Bill Wyman på synthesizer og Chris Kimsey på klaver.
10. "No Use in Crying" (Mick Jagger/Keith Richards/Ron Wood) – 3:25
11. "Waiting on a Friend" – 4:34 
  -  Med Mick Taylor på guitar og Sonny Rollins på saxofon.

## Musikere
- Mick Jagger – Sang, Kor, Elektrisk guitar, Mundharmonika
- Keith Richards – Elektrisk guitar, Kor, Sang, Bass
- Mick Taylor – Elektrisk guitar
- Charlie Watts – Trommer
- Ron Wood – Elektrisk guitar, Kor
- Bill Wyman – Bass, Elektrisk guitar, Synthesizer
- Nicky Hopkins – Klaver, orgel
- Wayne Perkins – Elektrisk guitar
- Billy Preston – Klaver, Orgel
- Sonny Rollins – Saxofon
- Ian Stewart– Klaver
- Pete Townshend – Kor
- Kasper Winding – trommer

### Fodnote
1. ↑  youtube.com: Start Me Up
2. ↑  youtube.com: Hang Fire
3. ↑  youtube.com:Worried about You
4. ↑  youtube.com: Neighbours
5. ↑  youtube.com: Waiting on a Friend